# Алендејл (Јужна Каролина)
Алендејл (енгл. Allendale) град је у америчкој савезној држави Јужна Каролина.

## Демографија
По попису из 2010. године број становника је 3.482, што је 570 (-14,1%) становника мање него 2000. године.
| Група             | 2000.         | 2010.         |
| Белци             | 720 (17,8%)   | 427 (12,3%)   |
| Афроамериканци    | 3.243 (80,0%) | 2.903 (83,4%) |
| Азијати           | 7 (0,2%)      | 25 (0,7%)     |
| Хиспаноамериканци | 91 (2,2%)     | 99 (2,8%)     |
| Укупно            | 4.052         | 3.482         |